# Leitura crítica
A leitura crítica é uma forma de análise da linguagem que não considera o texto apresentado de maneira literal, mas envolve um exame mais profundo das afirmações apresentadas, interpretando-as de maneira crítica partindo de possíveis contra-argumentos . A capacidade de reinterpretar e reconstruir para melhorar a clareza e a legibilidade também é um componente da leitura crítica. A identificação de possíveis ambiguidades e falhas no raciocínio do autor, além da capacidade de abordá-las de forma abrangente, são essenciais para esse processo. A leitura crítica, tal como a escrita académica, requer a ligação de pontos de evidência a argumentos correspondentes. 

Conforme reconhecido por vários estudiosos e escritores,
"...uma história tem tantas versões quantos leitores. Cada pessoa pega dela o que quer ou pode e, assim, a modifica conforme sua vontade. Alguns selecionam partes e rejeitam o resto, alguns distorcem a história através de sua malha de preconceito, alguns a pintam com seu próprio deleite."

 — John Steinbeck, O Inverno do Nosso Descontentamento (1961)
Não há relações simples entre esses níveis. Como o " círculo hermenêutico " demonstra, a compreensão de palavras individuais depende da compreensão do texto todo (assim como da cultura na qual o texto é produzido) e vice-versa: você não pode entender um texto se não entender as palavras nele contidas e conseguir interpretá-lo.
A leitura crítica de um texto implica, portanto, um exame crítico dos conceitos utilizados, bem como da rigidez dos argumentos e do valor e relevância dos pressupostos e tradições em que o texto se baseia.
"Ler nas entrelinhas" constitui a capacidade de descobrir mensagens implícitas e preconceitos.

## Leitura sintomática
Thurston (1993, pág. 638) introduz o conceito de "leitura sintomática": "A leitura sintomática é usada na crítica literária como meio de analisar a presença da ideologia em textos literários. Os filósofos marxistas franceses Louis Althusser e Étienne Balibar desenvolvem a técnica da leitura sintomática em A Leitura do Capital ". Dorfman e Mattelart utilizaram a compreensão de leitura sintomática como meio de analisar a presença da ideologia imperialista nos quadrinhos da Disney em Para Ler o Pato Donald.

## A natureza recíproca da leitura e da escrita
Ao ler, é necessário buscar informações e se deparar com diferentes pontos de vista, o que o força a considerar sua própria posição. Nesse processo, o leitor é convertido em um "escritor", independentemente de escrever ou publicar suas próprias ideias.
Ler e escrever são, portanto, processos recíprocos e dependentes, a leitura é um processo ativo, e a melhor maneira de aprender leitura crítica é provavelmente praticando a escrita acadêmica.
Charles Bazerman (1994) escreve sobre o papel ativo do leitor e observa (p. 23): "A cura para o verdadeiro tédio é encontrar um livro mais avançado sobre o assunto; a única cura para o pseudotédio é se envolver total e pessoalmente no livro que já está na sua frente". O livro de Bazerman embasa-se em um conhecimento teórico avançado de pesquisas acadêmicas, documentos e sua composição. Por exemplo, o capítulo 6 é sobre "Reconhecer as muitas vozes em um texto". Os conselhos práticos dados por ele são baseados na teoria textual ( Mikhail Bakhtin e Julia Kristeva ). O Capítulo 8 é intitulado "Avaliando o livro como um todo: a resenha do livro ", e o primeiro título é "livros como ferramentas" sendo um guia.

## Questões epistemológicas
Basicamente a leitura crítica está relacionada a questões epistemológicas. A hermenêutica (por exemplo, a versão desenvolvida por Hans-Georg Gadamer ) demonstrou que a maneira como lemos e interpretamos textos depende de nossa "pré-compreensão" e "preconceitos". O conhecimento humano é sempre um esclarecimento interpretativo do mundo, não uma teoria pura e isenta de interesses, assim, não há neutralidade, nem na interpretação nem na produção textual. A hermenêutica pode, portanto, ser entendida como uma teoria sobre a leitura crítica. Até recentemente, esse campo era associado às humanidades, não à ciência. Essa situação mudou quando Thomas Samuel Kuhn publicou seu livro (1962) A Estrutura das Revoluções Científicas, que pode ser visto como uma interpretação hermenêutica das ciências porque concebe os cientistas como governados por suposições que são atividades historicamente incorporadas e mediadas linguisticamente, organizadas em torno de paradigmas que direcionam a conceituação e a investigação de seus estudos. Revoluções científicas implicam que um paradigma substitui outro e introduz um novo conjunto de teorias, abordagens e definições. De acordo com Mallery; Hurwitz e Duffy (1992), a noção de uma comunidade científica centrada em paradigmas é análoga à noção de Gadamer de uma tradição social codificada linguisticamente. Dessa forma, a hermenêutica desafia a visão positivista de que a ciência pode acumular fatos objetivos. As observações são sempre feitas com base em pressupostos teóricos: elas são dependentes da teoria.
Assim, a leitura crítica não é algo que qualquer acadêmico é capaz de fazer, necessitando de habilidades. A maneira como lemos é parcialmente determinada pelas tradições intelectuais, que formaram nossas crenças e pensamentos. Geralmente, lemos artigos de nossa própria cultura ou tradição de forma menos crítica em comparação à leitura de artigos de outras tradições ou "paradigmas".

## Um exemplo famoso
O psicólogo Cyril Burt é conhecido por seus estudos sobre o efeito da hereditariedade na inteligência. Pouco depois de sua morte, seus estudos sobre herança e inteligência caíram em descrédito depois que surgiram evidências indicando que ele havia falsificado dados de pesquisa. Um artigo de 1994 de William H. Tucker é esclarecedor sobre como a "leitura crítica" foi realizada na descoberta dos dados falsificados, bem como sobre a "leitura não crítica" dos artigos de Burt feita por muitos psicólogos famosos. Tucker demonstra que grandes pesquisadores no campo da pesquisa de inteligência aceitaram cegamente a pesquisa de Cyril Burt, embora ela não tivesse valor científico e provavelmente fosse falsificada: eles queriam acreditar que o QI é hereditário e consideraram de forma acrítica as afirmações empíricas que apoiavam essa visão. Este artigo demonstra, portanto, como a leitura crítica (e o oposto) pode estar relacionada a crenças, bem como a interesses e estruturas de poder. 